# شامسي سوبساب لي
شامسي غوريا سوبساب لي (من مواليد 16 مايو 1986) مهندسة معمارية ، وحامل لقب ملكة جمال فلبينية بعدما توجت بلقب بينيبينينغ فيليبيناس للكون عام 2011. مثلت بلدها في مسابقة ملكة جمال الكون 2011 في ساو باولو، البرازيل حيث احتلت في مركز الوصيفة الثالثة.
في عام 2019 ، تم تعيينها من قبل منظمة ملكة جمال الكون كمدير وطني لمنظمة ملكة جمال الكون الفلبينية، خلفًا للمديرة الوطنية السابقة ستيلا أرانيتا من بينيبينينغ فيليبيناس.

## روابط خارجية
- شامسي سوبساب لي على إنستغرام